# Кристина Норвежская
Кристина Сверресдоттер (норв. Kristin Sverresdatter; ум. 1213) — норвежская принцесса, королева-консорт Норвегии, жена сорегента Норвегии Филиппа Симонссона, претендента на трон Норвегии от партии баглеров.
Хакон и Кристина были талисманами на XVII зимних Олимпийских играх в 1994 году. Хакон получил имя в честь Хакона IV, а Кристина — в честь Кристины Норвежской.

## Биография
Кристина была дочерью короля Швеции Сверрира Сигурдссона и его супруги, королевы Маргариты Шведской. Её отец умер в 1202 году, а её мать вернулась в Швецию, против воли оставив Кристину в Норвегии. В 1209 году она вышла замуж за норвежского аристократа Филиппа Симонссона. Она умерла в родах, родив своего первенца, мальчика, который тоже вскоре умер.
Ее брак был организован как часть примирения между фракциями баглеров и биркебейнерой в период гражданской войны в Норвегии. В 1208 году, не видя способа победить, епископ Николас Арнессон вместе с другими епископами заключил мирное соглашение между баглерами и биркебейнерами. В поселении Квитсёй кандидат от партии биркебейнеров король Норвегии Инге II признал за Филиппом право управления восточной третью страны в обмен на то, что Филипп откажется от любых претензий на престол и признает короля Инге своим повелителем. Чтобы закрепить соглашение Филипп должен был жениться на дочери короля Сверрира, Кристине.